# サイコロ・フィクション
サイコロ・フィクションは、河嶋陶一朗が製作し、冒険企画局によって発表されたテーブルトークRPG(TRPG)の汎用ルール。公式で使用されている略称は「SF」。
サイコロ・フィクションを使用したゲームのほとんどはリプレイとルールをセットにした書籍の形式で製品化されている。

## システム
サイコロ・フィクションを使用したゲームの具体的なルールはゲームによって細部が異なるが、基本的な行為判定のシステムとゲームの進行手順は共通している。つまり、これらの部分こそが「サイコロ・フィクション」と呼ばれる統一の規格である。

### 行為判定
サイコロ･フィクションでのプレイヤーキャラクターは、66個の特技（11個×6セット）によって構成されている。特技の種類や名前はゲームによって異なり、そのキャラクターがどれだけの特技を習得しているかによってキャラクターのおおまかな個性が決定される。
キャラクターシートには66個に特技の一覧が表として印刷される。イメージとしては以下のような形である。
|    | 筋力系特技 | A | 敏捷系特技 | B | 知識系特技 | C | 機知系特技 | D | 頑健系特技   | E | 魅力系特技 |
| -- | ---------- | - | ---------- | - | ---------- | - | ---------- | - | ------------ | - | ---------- |
| 2  | 持ち上げ   |   | 隠密       |   | 動物学     |   | 発見       |   | 毒耐性       |   | はったり   |
| 3  | 握力       |   | 忍び歩き   |   | 植物学     |   | 探索       |   | ダメージ耐性 |   | 威圧       |
| 4  | 殴り攻撃   |   | 鍵開け     |   | 建築学     |   | 危機感知   |   | 我慢         |   | 誘惑       |
| 5  | 物品破壊   |   | 罠外し     |   | 語学       |   | 推理       |   | 麻痺耐性     |   | 交渉       |
| 6  | 投擲       |   | 斬り攻撃   |   | 物理学     |   | 観察       |   | 病気耐性     |   | 鼓舞       |
| 7  | 登攀       |   | 刺し攻撃   |   | 化学       |   | 看破       |   | 生存術       |   | 信仰       |
| 8  | 運搬       |   | 軽業       |   | 神秘学     |   | 診断       |   | 水中行動     |   | 芸術       |
| 9  | 跳躍       |   | 手練       |   | 兵学       |   | 聞き耳     |   | 窒息行動     |   | 動物共感   |
| 10 | 疾走       |   | 回避       |   | 経済学     |   | 読唇術     |   | 飢餓耐性     |   | 祈り       |
| 11 | 鎧         |   | 受け流し   |   | 政治学     |   | 追跡       |   | 回復         |   | 演説       |
| 12 | 穴掘       |   | 縄抜け     |   | 地学       |   | 尾行       |   | 長距離走     |   | 支配       |

上記の例では、背景色が黒になっている特技が「キャラクターが習得している特技」とする。また、Dの列が全て黒くなっていることにも留意すること。実際のサイコロフィクションの各ゲームでどの特技を習得するか、アルファベットの列のどこが黒くなるかは、キャラクターメイキングの仕方によって異なる。なお、一番左端の2～12の数字は特技をランダムに抽出するときにサイコロ二個とともに使用する欄である。しかし、どのようなときに特技をランダムに抽出する必要があるかはゲームによって異なるため、ここでは解説を省略する。
サイコロ・フィクションでの行為判定は上方判定であり、以下の手順で行われる。
1. ゲームマスターが判定に使用する特技を指定する。
2. プレイヤーはその特技を習得していれば、六面サイコロ2個を振り、出目を合計する
3. 出目の合計が5以上ならばその行為判定は成功と見なす

この時にゲームマスターが指定した特技を習得していなかった場合、特技の表を参照して「指定された特技からもっとも近いマスにある、自分が習得してある特技」で判定を代行することができる。上記の表なら、<回復>で判定する場合、アルファベットのマスも含めて一番近い位置にある<祈り>で代用できる。このとき、離れている距離分のマスだけ行為判定の目標値が5から上昇する。この例なら<回復>と<祈り>の間の距離は3マス分なので、目標値が3上昇して8となる。なお、アルファベットのマスが黒塗りになっているものについては、その部分は距離を数えなくても良いという特典がある。例えば<麻痺耐性>と<観察>の間の距離は本来は3マスであるが、途中に黒マスが1つあるので1減らすことができる。なお、表の右端と左端、及び、12と2は原則として繋がっていない。
このようなシステムなため、表における特技の並び方そのものが重要となる。特技の表はすでにキャラクターシートに印刷されており、原則的にプレイヤーが並び方を変えることはできない。なお、上記の表における特技の並びはあくまで解説のための例であり、特定のゲームに使われているものではない。実際に製品化されているゲームでは「イメージが関連する特技同士が縦横に隣り合う」ように意識されて配置しているものもあり、ある特技の判定を別の特技で代用するということが直感的に分りやすくもなっている。

### ゲームの進行手順
サイコロ・フィクションのゲームは、一つのシナリオを場面毎に区切るシーン制の形態を持つ。
まず、一本のシナリオは物語進行の度合いによって複数の「フェイズ」に分かれており、プレイヤーキャラクターが可能な行動はフェイズによって異なる。
例えば『シノビガミ』ならば以下のようなフェイズでゲームは進行する（フェイズの内容はサイコロ・フィクションの各種ゲームによって異なる）。
- 導入フェイズ - ゲーム開始時に訪れるフェイズであり、プレイヤーキャラクターは自身の任務を受けとることができる
- メインフェイズ - 導入フェイズ終了後に訪れるフェイズであり、プレイヤーキャラクターは任務達成のための情報収集を行うことができる
- クライマックスフェイズ - メインフェイズで全ての情報が開示されたときもしくは、ゲームマスターが望んだタイミングで発生するフェイズ。事件の黒幕との戦闘を行う。その勝敗は各プレイヤーキャラクターの任務が達成できたかに影響する。

また、各フェイズにおいてのプレイヤーキャラクターは行動回数は均一化される。具体的には、各プレイヤーキャラクターは順番に「一つの行動」を行い、全員が一つの行動を終了させた時点で、また順番に「一つの行動」を行うという形でゲームが進行する。各プレイヤーキャラクターが一回ずつ行動を行うことを「サイクル」と呼ぶ。
サイクルにおいてプレイヤーキャラクターがとれる「一つの行動」は、基本的に「一回の行為判定を伴う行動」である。

## サイコロ・フィクションを搭載したゲーム
ご近所メルヒェンRPG ピーカーブー
ゲームデザイン・イラスト : 落合なごみ
小学生とオバケがペアを組んで「肝試し」的な冒険をするゲーム。かつて同社が開発した『ウィッチクエスト』のオマージュとして作られており、異なる種族のキャラクターがペアを組むところやほのぼのとした世界観などのイメージが共通する。
シノビガミ
ゲームデザイン : 河嶋陶一朗　イラスト : 七原しえ (pixivユーザーページ)
忍者の末裔となって現代社会で暗躍するゲーム。プレイヤーキャラクターたちは全員が異なる組織の忍者であり、利害の一致により一時的にチームを組んでいるという設定が特徴。そのため、自分のプレイヤーキャラクターに与えられた任務は他のプレイヤーキャラクターにも非公開であり、自分の任務達成のために仲間を裏切るようなゲームプレイも肯定している。
ハンターズ・ムーン
ゲームデザイン : 齋藤高吉　イラスト : 伯父(pixivユーザーページ)
現代社会に隠れ住む人食いの凶獣・モノビーストを狩る闇のハンター達の戦いを描いたゲーム。グロテスクかつスプラッターなホラーものの雰囲気が強く押し出されている。
マギカロギア
ゲームデザイン : 河嶋陶一朗　イラスト : トリゾー(pixivユーザーページ)
魔法使いとなって、世界中に散らばった魔道書を集め、世界の滅びを防ぐゲーム。戦闘で魔法使いが死亡するなどのヘマをすると世界の因果に歪みがおこって、その魔法使いにとって大事な人物が不幸な目にあうという「鬱展開自動生成システム」が特徴。
ブラッド・クルセイド
ゲームデザイン : 齋藤高吉　イラスト : 伯父
現代社会に隠れ住む吸血鬼を狩るヴァンパイアハンター達の戦いを描いたゲーム。ハンターズ・ムーンと類似したテーマでありルールも似たところがあるが、大きな相違点として、吸血鬼側の行動に「狩人たちを社会的・精神的に追い詰める」ことができる部分がある。
カードランカー
ゲームデザイン : 平野累次　イラスト : 白狼
「トレーディングカードゲーム（TCG)の販促用の漫画やアニメ」をモチーフとしたTRPG。TCGの強さが全ての価値観を決める架空の現代社会を舞台に、カードゲームで悪の組織を倒したり、地球を救ったりするゲーム。「サイコロ・フィクションコンテスト」の第一回大賞作品。
インセイン
ゲームデザイン : 河嶋陶一朗　イラスト : 青木邦男
名前の通り、様々なジャンルのホラーシナリオを描くことのできるゲーム。シノビガミと同様に、プレイヤーキャラクターはそれぞれ秘密を抱えており、PC同士で対立することもある。
キルデスビジネス
ゲームデザイン : 齋藤高吉　イラスト : MRホワイト
地獄のリアリティーショー番組で優勝を目指すゲーム。優勝すれば願いを一つだけ叶えてもらえる。番組の視聴率が下がると、強制的に視聴者サービスを行うことになる。
ブラッドムーン
ゲームデザイン :齋藤高吉　イラスト : 伯父
ハンターズ・ムーンとブラッド・クルセイドが統合されて新しいルールになったTRPG。モノビーストとヴァンパイアのどちらとでも戦うことができる。
艦これRPG
ゲームデザイン：河嶋陶一朗
ビギニングアイドル
ゲームデザイン ： 平野累次　イラスト ： 七式サジ
新人アイドルとなり、活動を通してファンを集めながらライブを成功させるゲーム。
カットスロートプラネット
ゲームデザイン・イラスト : 速水螺旋人
国際通信社から発売予定となっている「レトロフューチャーロケットオペラTRPG」。古典的な宇宙冒険SFをテーマとしたTRPG。サイコロ・フィクションは本作で使用されているルールシステムを派生させたものであり、いわばサイコロ・フィクション第一弾と呼べるものなのだが、度重なる発売延期により現在まで発売されていない。